# Popping
Popping er en robotlignende hiphopdans fra 70'erne. Den kommer fra Californien, og er delvis inspireret af locking. Kendte poppere er bl.a. Phillip "Pacman" Chbeeb, Salah og Robert "Mr. Fantastic" Muraine. Noen kendte popping-undergrupper er; boogaloo, bopping, liquid, miming, robot, ticking, tutting og waving.